# Kirn
Kirn település Németországban, Rajna-vidék-Pfalz tartományban. Lakosainak száma 8523 fő (2023. december 31.).

## Fekvése
Bad Sobernheimtől nyugatra fekvő település.

## Története
Kirn fontos ősi kereskedelmi utak (Keltenweg Nahe Nahe Moselle szállítási és nyomvonal Soonwaldsteig) kereszteződésében épült.
Nevét először 841-ben a Fuldai kolostor oklevele említette. A 15-16. században a rajnai grófok birtoka volt, majd az 1700-as évek végén francia uralom alá került, majd 1815-ben a porosz Rajnai tartomány része lett.
Evangélikus templomában a rajnai grófok 15-16. századból való síremlékei láthatók. A templom mellett álló egykori piarista kolostor (1733-1771) épülete ma a városháza (Rathaus).
A város felett, attól északnyugatra Kirburg várának romjai meredeznek.

## Nevezetességek
- Kirburg várának romjai.
- Evangélikus templom - 13-14. században épült.
- Városháza (Rathaus)

## Itt születtek, itt éltek
- Peter Siegel (1485-1560), evangélikus lelkész
- Bernhard Szalma (1822-1882), az egykori harmadik legnagyobb söripari vállalat alapítója az USA-ban (Straw Brewery Detroit, Michigan)
- Friedrich Niebergall (1866-1932), teológus
- Karl Andres (1876-1935) földbirtokos és politikus (NLP)
- Fritz Oswald Bilse (1878-1951), egy porosz tiszt és író
- Julius Zerfass (1886-1956), író és újságíró
- Berno Wischmann (1910-2001), atléta, középiskolai tanár és a német Atlétikai Szövetség funkcionáriusa
- Wilhelm Dröscher (1920-1977), politikus (SPD), MP, MP (Rheinland-Pfalz), 1975-től szövetségi pénztáros az SPD-nél
- Karl-Georg Faber (1925-1982), történész
- Frank Farian (eredeti neve Franz Reuther) (1941-2024), zenei producer (Milli Vanilli, Boney M.)
- Peter Wilhelm Dröscher (1946-2020), politikus (SPD), MP (Rheinland-Pfalz)
- Gerhard Wöllstein (* 1963), zongoraművész
- Denis Alt (* 1980), politikus (SPD), MP (Rheinland-Pfalz)
- Fabian Schönheim (* 1987), focista

## Galéria

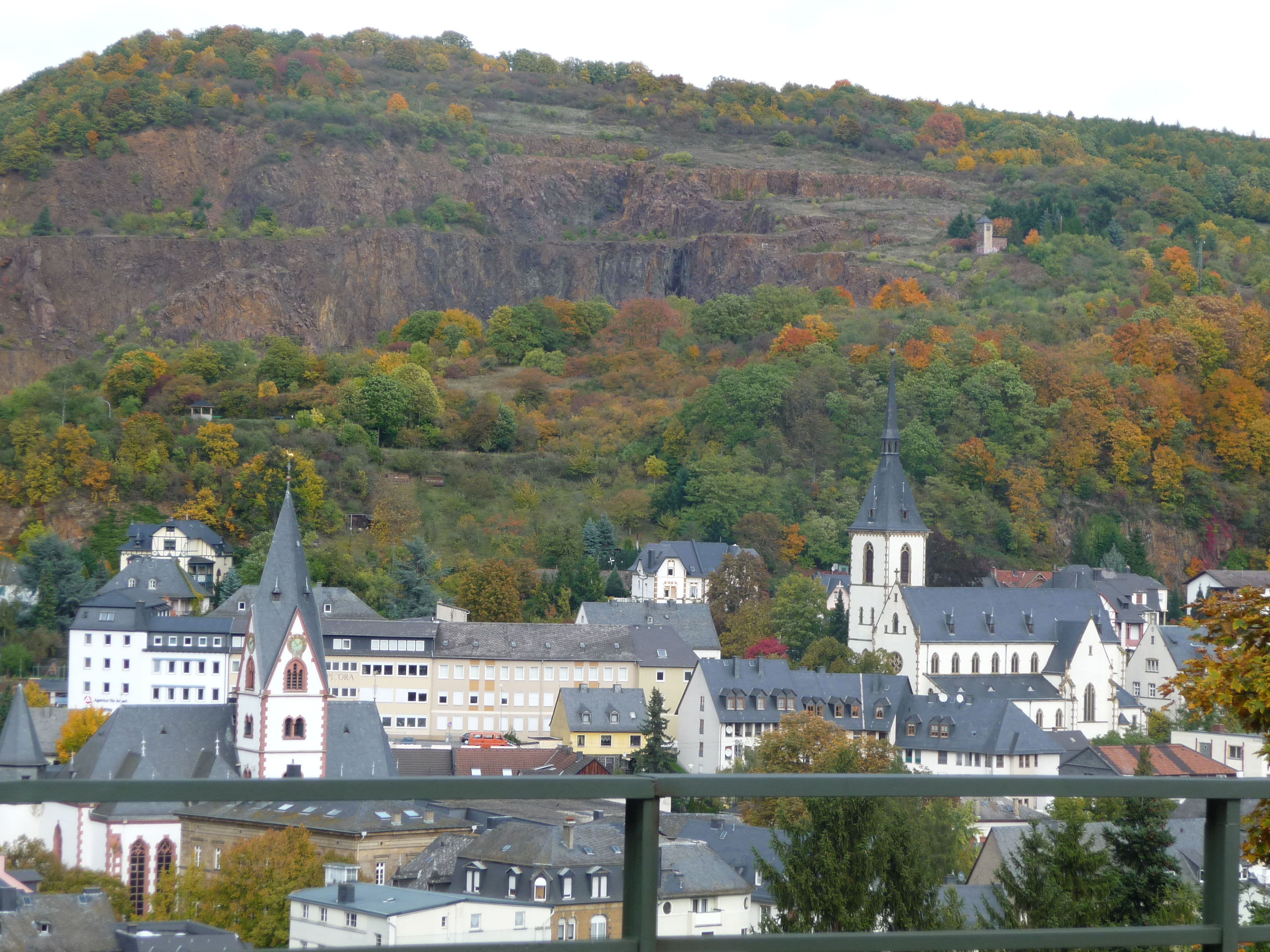
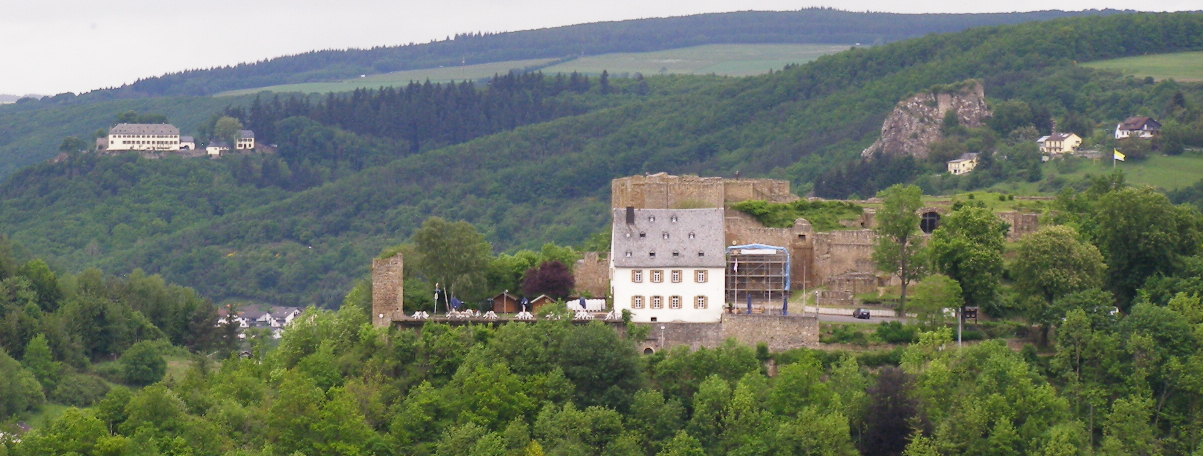
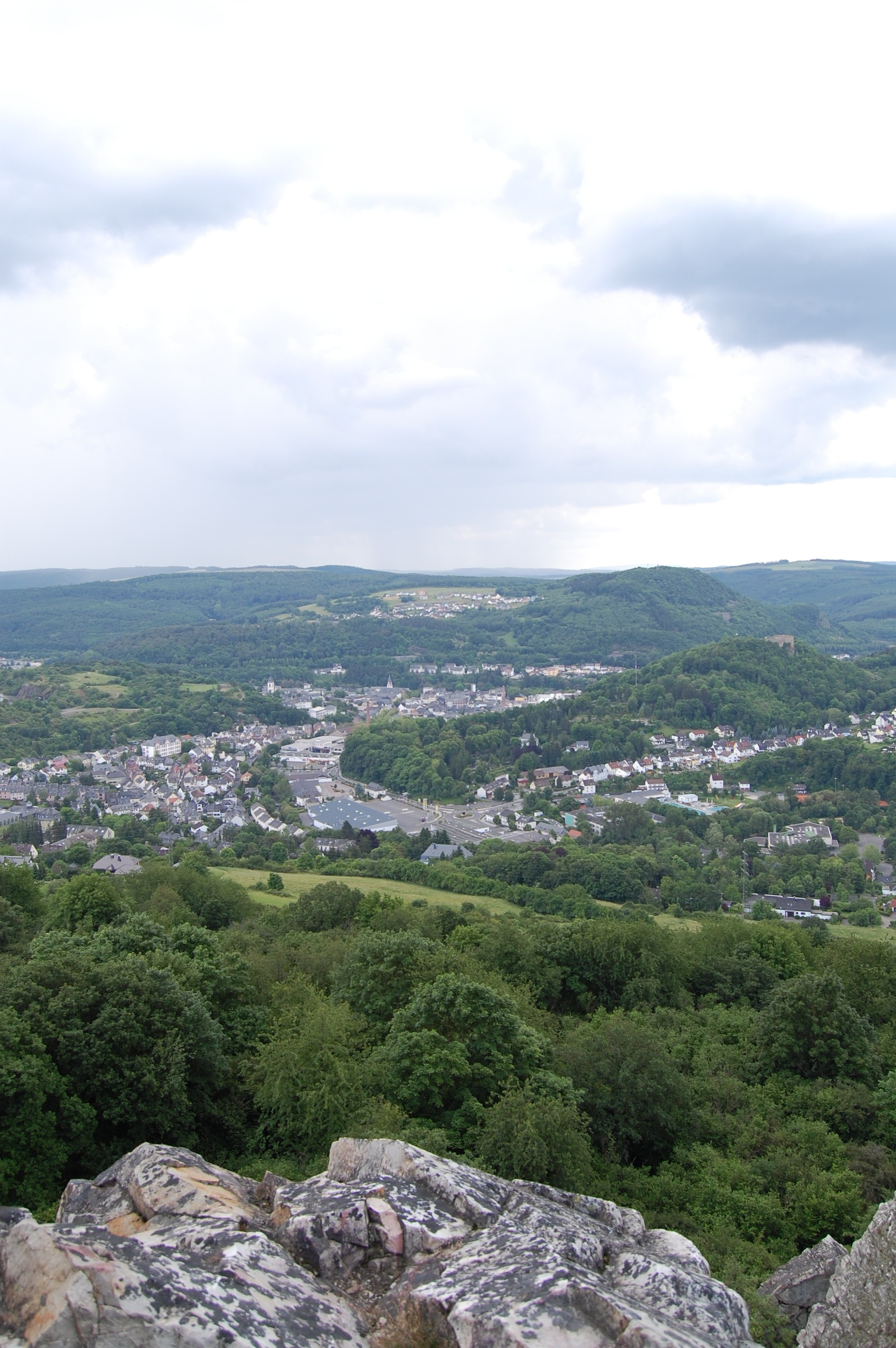
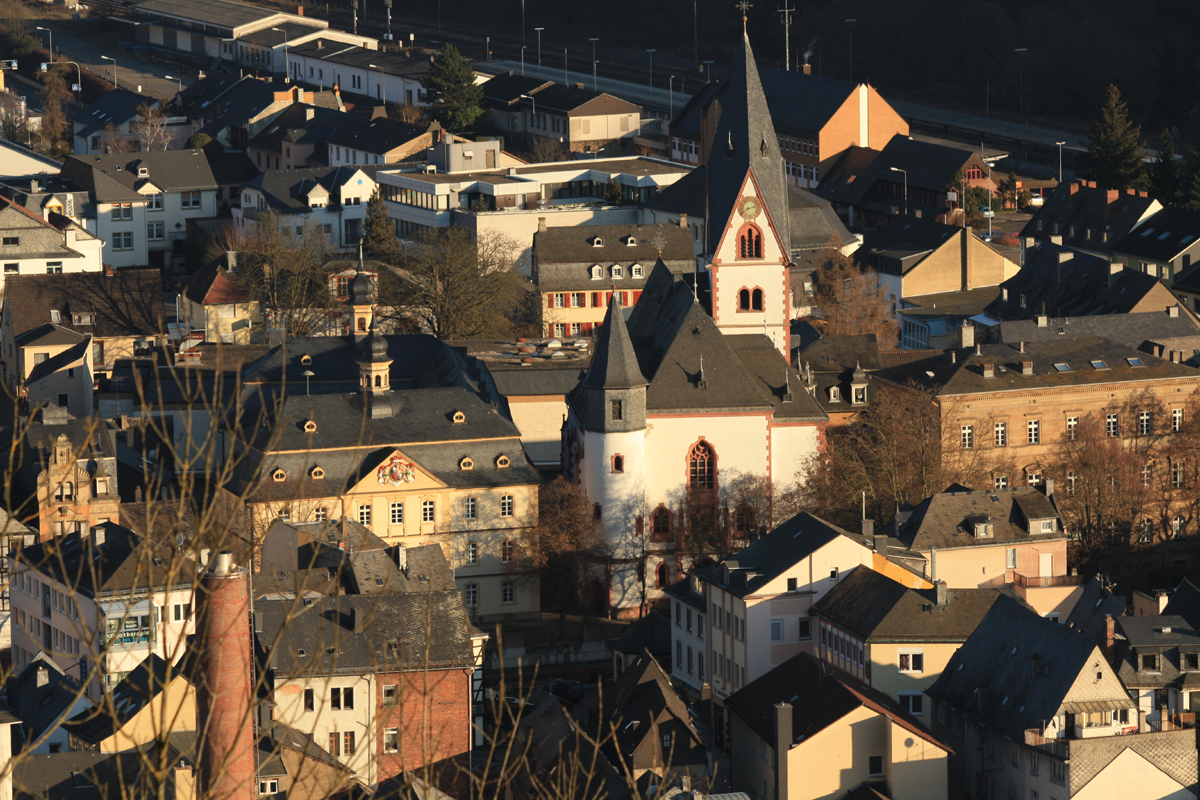
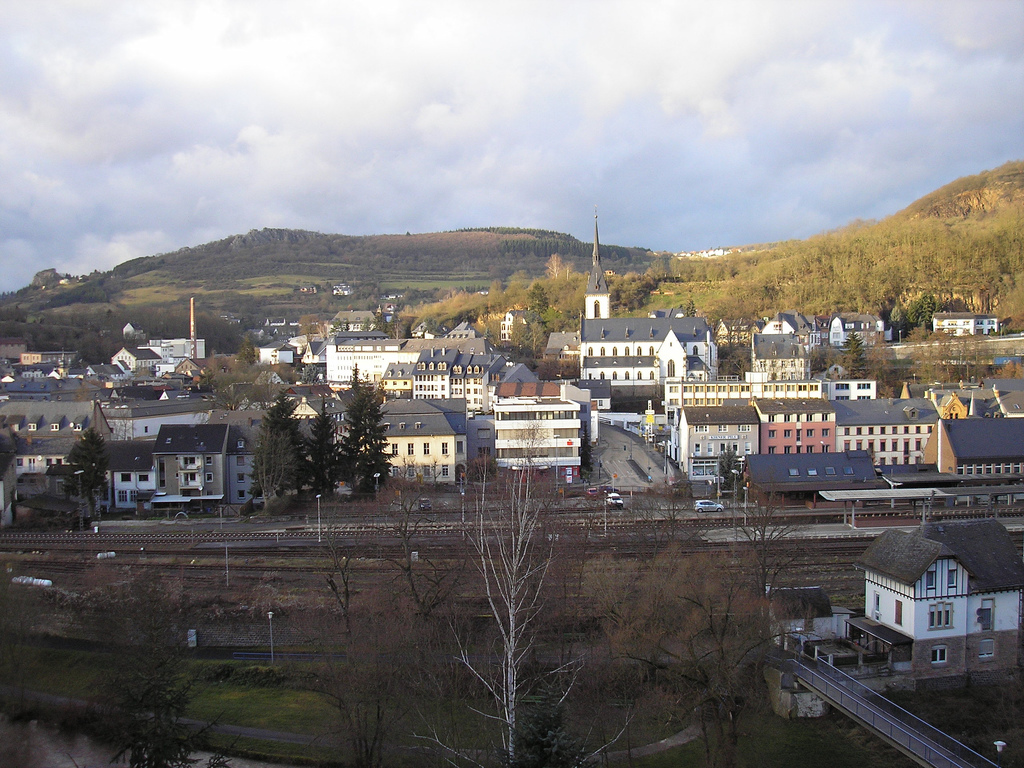
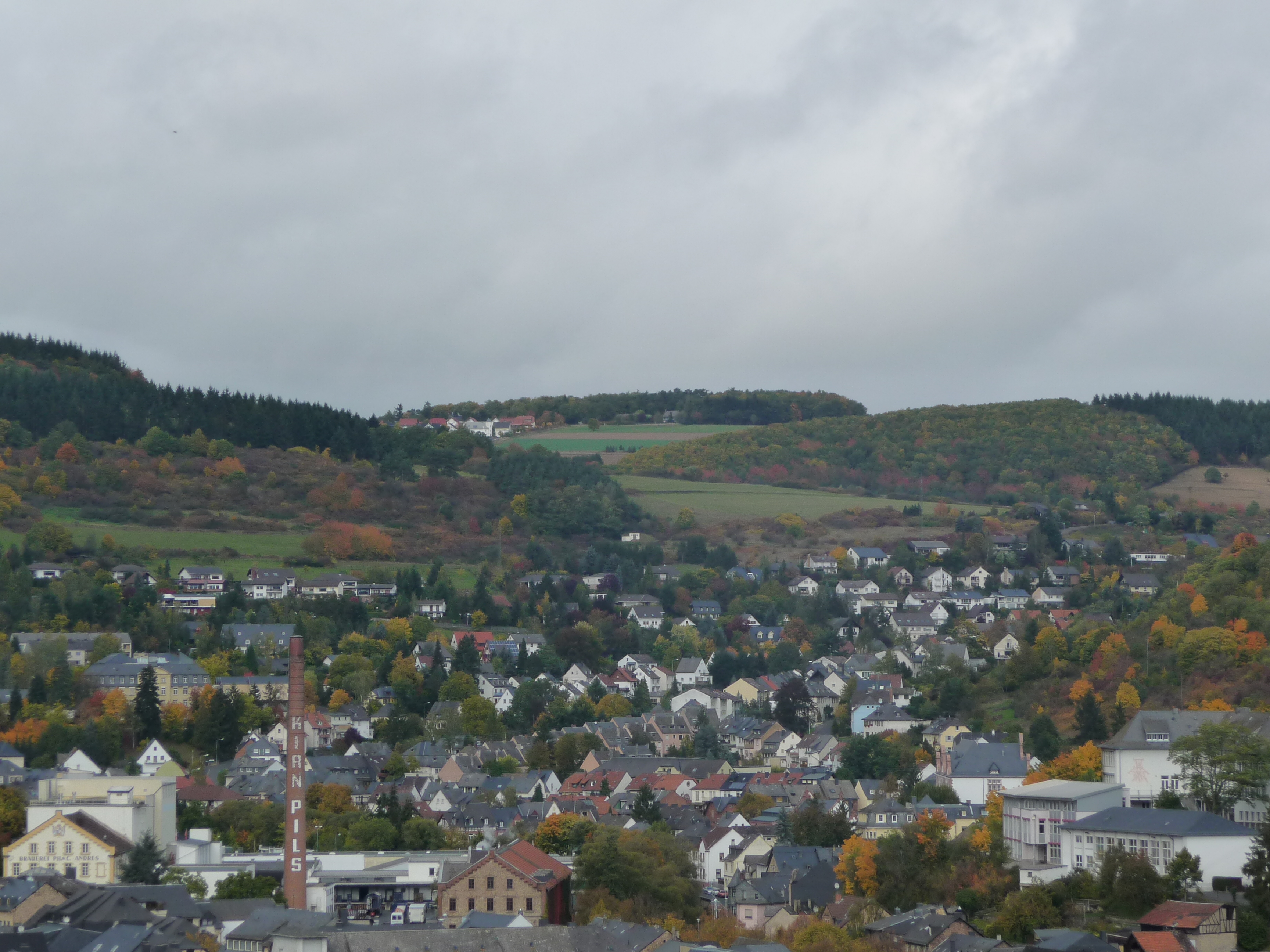
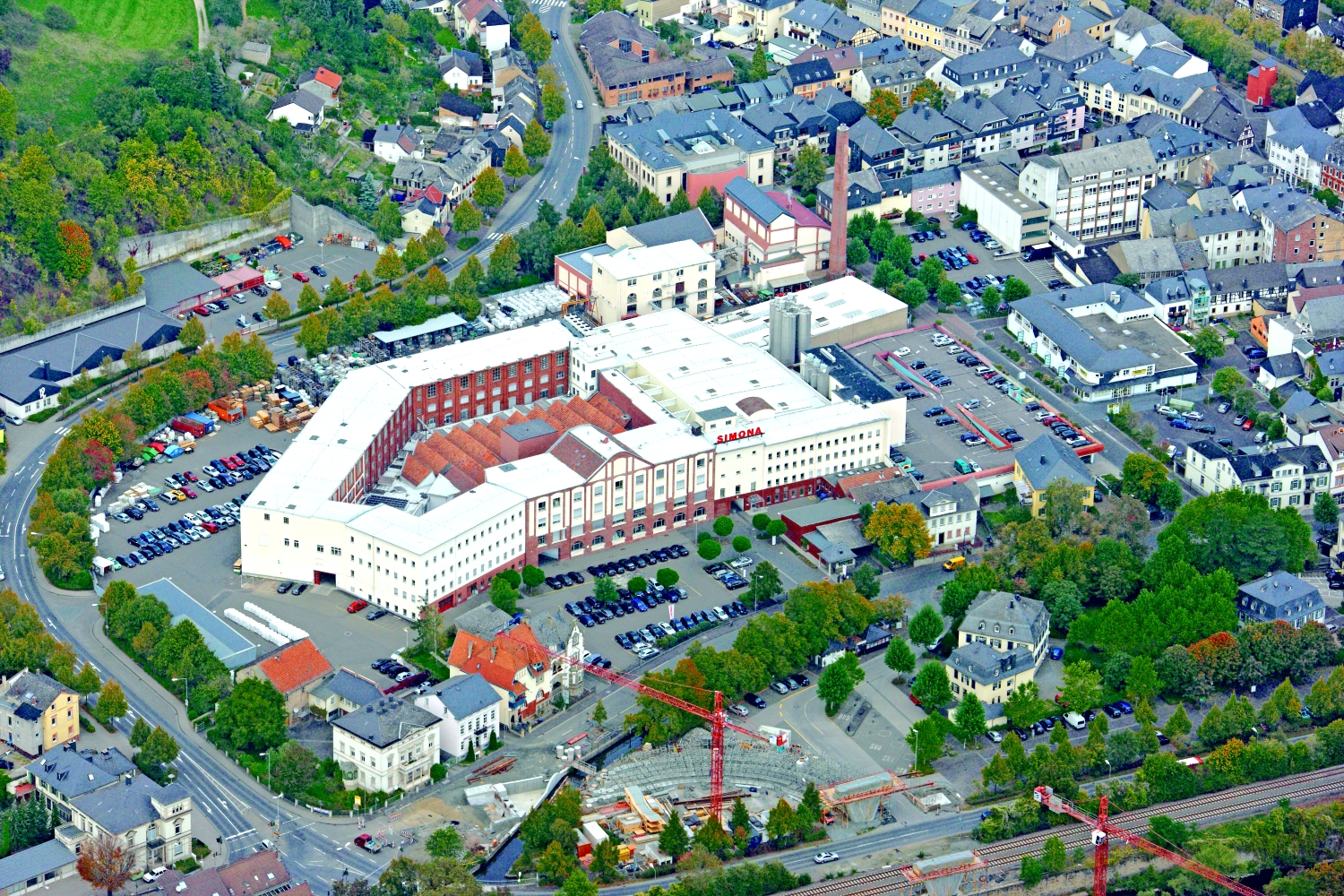

## Népesség
A település népességének változása:
| Lakosok száma | 9976 | 8256 | 8193 | 8209 | 8450 | 8523 |
|               | 1975 | 2017 | 2019 | 2021 | 2022 | 2023 |